# Elezioni generali nel Regno Unito del febbraio 1974
Le elezioni generali nel Regno Unito del febbraio 1974 si tennero il 28 febbraio e videro la vittoria del Partito Laburista di Harold Wilson, che divenne Primo Ministro.

## Risultati
| Liste  | Liste                                 | Voti       | %    | Seggi |
| ------ | ------------------------------------- | ---------- | ---- | ----- |
|        | Laburista                             | 11.872.180 | 37,9 | 301   |
|        | Conservatore                          | 11.645.616 | 37,2 | 297   |
|        | Liberale                              | 6.059.519  | 19,3 | 14    |
|        | Nazionale Scozzese                    | 633.180    | 2,0  | 7     |
|        | Unionista dell'Ulster                 | 232.103    | 0,8  | 7     |
|        | Plaid Cymru                           | 171.374    | 0,5  | 2     |
|        | Social Democratico e Laburista        | 160.137    | 0,5  | 1     |
|        | Unionista dell'Irlanda del Nord       | 94.301     | 0,3  | -     |
|        | Fronte Nazionale Britannico           | 76.865     | 0,2  | -     |
|        | Progressista Unionista di Avanguardia | 75.944     | 0,2  | 3     |
|        | Unionista Democratico                 | 58.656     | 0,2  | 1     |
|        | Altri                                 | 242.107    | 0,9  | 2     |
| Totale | Totale                                | 31.321.982 | 100  | 635   |